# 傷城
《傷城》是一部2006年上映的香港電影，2006年12月21日於香港上映，由劉偉強及麥兆輝導演，梁朝偉和金城武主演。

## 故事大綱
兇殺組總督察劉正熙（梁朝偉 飾）佈下天衣無縫的殺局，謀殺太太周淑珍的父親─隱形富豪周元勝（岳華 飾），所有證據指向兩個無業遊民。案發後一星期，兩人被發現伏屍西貢村屋，警方及律政署迅速結案。周淑珍（徐靜蕾 飾）卻對這案產生懷疑，找了劉正熙的生死之交，一個終日喝至爛醉的酒鬼私家偵探丘健邦（金城武 飾）調查。儘管酗酒情況嚴重，與女友細鳳（舒淇 飾）的關係撲朔迷離，但對兇案，丘建邦卻是眾人皆醉我獨醒，他一步一步迫向事實真相。劉正熙兵來將擋，將計劃重重變奏，最後逍遙法外。更佈局殺害精神崩潰的妻子，計劃盡在他計算之中，可是千算萬算，沒算過自己對周淑珍付出了真感情。
感情上的失誤，令案情急轉直下，丘建邦發現劉正熙兇手身份時，方知真相之中另藏真相之際，劉正熙另一殺局，又再展開。一對生死之交，生死決戰。

## 演員
| 演員   | 角色                 |
| 梁朝偉 | 劉正熙（陳偉強）     |
| 金城武 | 丘健邦               |
| 舒 淇  | 細鳳                 |
| 徐靜蕾 | 周淑珍               |
| 杜汶澤 | 崔永光               |
| 岳 華  | 周元勝               |
| 尹揚明 | 文叔                 |
| 陳寶轅 | 黎新華               |
| 貝安琪 | 辣妹                 |
| 譚俊彥 | 男警                 |
| 董敏莉 | 女警                 |
| 梁靖琪 | 女警                 |
| 黃子雄 | 男警                 |
| 黃伊汶 | 麗秋（邦女友）       |
| 黎耀祥 | 陳偉強               |
| 袁富華 | 黃明                 |
| 雨 僑  | 啤酒女郎             |
| 張錦程 | 陳永富               |
| 江美儀 | 劉正熙（陳永強）之母 |

## 主題曲
《傷城》的主題曲有日文版《Secret》和中文版《傷城秘密》，分別由日本女歌手濱崎步和香港女歌手何韻詩演唱。兩首歌均是同一旋律和編曲，日文版由濱崎步親自填詞；而中文版則是從《Secret》改寫中文歌詞翻唱而成。
| 曲別         | 歌名         | 作詞   | 作曲     | 演唱者 |
| 國際版主題曲 | 〈Secret〉   | 濱崎步 | 湯汲哲也 | 濱崎步 |
| 中文版主题曲 | 〈傷城秘密〉 | 郭啟華 | 湯汲哲也 | 何韻詩 |

## 各地電影分級制度
| 國家／地區 | 級別 |
| ---------- | ---- |
| 香港       | IIB  |
| 台灣       | 限   |
| 新加坡     | NC16 |
| 馬來西亞   | U    |

## 獎項
| 頒獎典禮                   | 獎項             | 名字           | 結果 |
| -------------------------- | ---------------- | -------------- | ---- |
| 第13屆香港電影評論學會大獎 | 最佳電影         | 傷城           | 提名 |
| 第13屆香港電影評論學會大獎 | 最佳導演         | 劉偉強、麥兆輝 | 提名 |
| 第13屆香港電影評論學會大獎 | 最佳編劇         | 麥兆輝、莊文強 | 提名 |
| 第13屆香港電影評論學會大獎 | 最佳男演員       | 梁朝偉         | 提名 |
| 第13屆香港電影評論學會大獎 | 最佳女演員       | 舒琪           | 提名 |
| 第13屆香港電影評論學會大獎 | 推薦電影         | 傷城           | 獲獎 |
| 第1屆亞洲電影大獎          | 最佳攝影         | 劉偉強、黎耀輝 | 提名 |
| 第26屆香港電影金像獎       | 最佳編劇         | 莊文強、麥兆輝 | 提名 |
| 第26屆香港電影金像獎       | 最佳男主角       | 梁朝偉         | 提名 |
| 第26屆香港電影金像獎       | 最佳攝影         | 劉偉強、黎耀輝 | 獲獎 |
| 第26屆香港電影金像獎       | 最佳剪接         | 鍾煒釗         | 提名 |
| 第26屆香港電影金像獎       | 最佳美術指導     | 文念中         | 提名 |
| 第26屆香港電影金像獎       | 最佳服裝造型設計 | 文念中         | 提名 |
| 第26屆香港電影金像獎       | 最佳原創電影音樂 | 陳光榮         | 提名 |
| 第12屆香港電影金紫荊獎     | 最佳攝影         | 劉偉強、黎耀輝 | 獲獎 |
| 第12屆香港電影金紫荊獎     | 最佳音響         | 曾景祥         | 獲獎 |
| 第12屆香港電影金紫荊獎     | 最佳電影歌曲     | 傷城秘密       | 提名 |
| 第44屆金馬獎               | 最佳音效         | 曾景祥         | 提名 |